# Spiel ohne Grenzen 1982
Bei der 18. Ausgabe von Spiel ohne Grenzen wurde das Städteturnier mit den gleichen 7 Nationen wie 1981 gespielt. Diese Spielrunde ist die letzte der ersten Staffel. 1991 wird die 2.Staffel beginnen.

## 1. RundeLa Maddalena, Italien
| Platz | Land | Stadt        | Punkte | Bemerkung |
| ----- | ---- | ------------ | ------ | --- |
| 1     | GB   | Charnwood    | 44     | Die erste Runde wurde am 25. Mai 1982 in La Maddalena gespielt. Das Thema war "Die Sieben Inseln im Archipel". Die Briten starteten mit nur 2 Punkten holten aber danach 3 Siege in Folge und zweimal Platz 2. So standen sie bereits vor dem letzten Spiel als Sieger fest. |
| 2     | I    | La Maddalena | 38     | Die erste Runde wurde am 25. Mai 1982 in La Maddalena gespielt. Das Thema war "Die Sieben Inseln im Archipel". Die Briten starteten mit nur 2 Punkten holten aber danach 3 Siege in Folge und zweimal Platz 2. So standen sie bereits vor dem letzten Spiel als Sieger fest. |
| 3     | CH   | Gordola      | 33     | Die erste Runde wurde am 25. Mai 1982 in La Maddalena gespielt. Das Thema war "Die Sieben Inseln im Archipel". Die Briten starteten mit nur 2 Punkten holten aber danach 3 Siege in Folge und zweimal Platz 2. So standen sie bereits vor dem letzten Spiel als Sieger fest. |
|       | YU   | Zadar        | 33     | Die erste Runde wurde am 25. Mai 1982 in La Maddalena gespielt. Das Thema war "Die Sieben Inseln im Archipel". Die Briten starteten mit nur 2 Punkten holten aber danach 3 Siege in Folge und zweimal Platz 2. So standen sie bereits vor dem letzten Spiel als Sieger fest. |
| 5     | P    | Tomar        | 29     | Die erste Runde wurde am 25. Mai 1982 in La Maddalena gespielt. Das Thema war "Die Sieben Inseln im Archipel". Die Briten starteten mit nur 2 Punkten holten aber danach 3 Siege in Folge und zweimal Platz 2. So standen sie bereits vor dem letzten Spiel als Sieger fest. |
| 6     | F    | Sancerre     | 25     | Die erste Runde wurde am 25. Mai 1982 in La Maddalena gespielt. Das Thema war "Die Sieben Inseln im Archipel". Die Briten starteten mit nur 2 Punkten holten aber danach 3 Siege in Folge und zweimal Platz 2. So standen sie bereits vor dem letzten Spiel als Sieger fest. |
| 7     | B    | Jette        | 20     | Die erste Runde wurde am 25. Mai 1982 in La Maddalena gespielt. Das Thema war "Die Sieben Inseln im Archipel". Die Briten starteten mit nur 2 Punkten holten aber danach 3 Siege in Folge und zweimal Platz 2. So standen sie bereits vor dem letzten Spiel als Sieger fest. |

## 2. RundeŠibenik, Jugoslawien
| Platz | Land | Stadt                    | Punkte | Bemerkung |
| ----- | ---- | ------------------------ | ------ | --- |
| 1     | F    | Foix                     | 47     | Die zweite Runde wurde am 8. Juni 1982 im Fussball-Stadion Rade Končara von Šibenik ausgetragen. Das Thema waren Volksmärchen für Kinder. Vor 10.000 Zuschauern gewannen die Franzosen vor den Belgier. Für die Schweizer Talschaft aus dem Vallée de Joux endete das Spiel in einem Desaster. An 6 von 8 Runden belegten sie den letzten Platz und holten mit 13 Punkten die niedrigste Gesamtpunktzahl aller Zeiten. Noch zwei weniger wie Hawick/GB 1967 und einer weniger 1977 von Gubbio/I. |
| 2     | B    | Wielsbeke                | 43     | Die zweite Runde wurde am 8. Juni 1982 im Fussball-Stadion Rade Končara von Šibenik ausgetragen. Das Thema waren Volksmärchen für Kinder. Vor 10.000 Zuschauern gewannen die Franzosen vor den Belgier. Für die Schweizer Talschaft aus dem Vallée de Joux endete das Spiel in einem Desaster. An 6 von 8 Runden belegten sie den letzten Platz und holten mit 13 Punkten die niedrigste Gesamtpunktzahl aller Zeiten. Noch zwei weniger wie Hawick/GB 1967 und einer weniger 1977 von Gubbio/I. |
| 3     | YU   | Šibenik                  | 38     | Die zweite Runde wurde am 8. Juni 1982 im Fussball-Stadion Rade Končara von Šibenik ausgetragen. Das Thema waren Volksmärchen für Kinder. Vor 10.000 Zuschauern gewannen die Franzosen vor den Belgier. Für die Schweizer Talschaft aus dem Vallée de Joux endete das Spiel in einem Desaster. An 6 von 8 Runden belegten sie den letzten Platz und holten mit 13 Punkten die niedrigste Gesamtpunktzahl aller Zeiten. Noch zwei weniger wie Hawick/GB 1967 und einer weniger 1977 von Gubbio/I. |
| 4     | GB   | Keswick                  | 30     | Die zweite Runde wurde am 8. Juni 1982 im Fussball-Stadion Rade Končara von Šibenik ausgetragen. Das Thema waren Volksmärchen für Kinder. Vor 10.000 Zuschauern gewannen die Franzosen vor den Belgier. Für die Schweizer Talschaft aus dem Vallée de Joux endete das Spiel in einem Desaster. An 6 von 8 Runden belegten sie den letzten Platz und holten mit 13 Punkten die niedrigste Gesamtpunktzahl aller Zeiten. Noch zwei weniger wie Hawick/GB 1967 und einer weniger 1977 von Gubbio/I. |
| 5     | P    | Ilhas dos Açores         | 29     | Die zweite Runde wurde am 8. Juni 1982 im Fussball-Stadion Rade Končara von Šibenik ausgetragen. Das Thema waren Volksmärchen für Kinder. Vor 10.000 Zuschauern gewannen die Franzosen vor den Belgier. Für die Schweizer Talschaft aus dem Vallée de Joux endete das Spiel in einem Desaster. An 6 von 8 Runden belegten sie den letzten Platz und holten mit 13 Punkten die niedrigste Gesamtpunktzahl aller Zeiten. Noch zwei weniger wie Hawick/GB 1967 und einer weniger 1977 von Gubbio/I. |
| 6     | I    | San Benedetto del Tronto | 20     | Die zweite Runde wurde am 8. Juni 1982 im Fussball-Stadion Rade Končara von Šibenik ausgetragen. Das Thema waren Volksmärchen für Kinder. Vor 10.000 Zuschauern gewannen die Franzosen vor den Belgier. Für die Schweizer Talschaft aus dem Vallée de Joux endete das Spiel in einem Desaster. An 6 von 8 Runden belegten sie den letzten Platz und holten mit 13 Punkten die niedrigste Gesamtpunktzahl aller Zeiten. Noch zwei weniger wie Hawick/GB 1967 und einer weniger 1977 von Gubbio/I. |
| 7     | CH   | Vallée de Joux           | 13     | Die zweite Runde wurde am 8. Juni 1982 im Fussball-Stadion Rade Končara von Šibenik ausgetragen. Das Thema waren Volksmärchen für Kinder. Vor 10.000 Zuschauern gewannen die Franzosen vor den Belgier. Für die Schweizer Talschaft aus dem Vallée de Joux endete das Spiel in einem Desaster. An 6 von 8 Runden belegten sie den letzten Platz und holten mit 13 Punkten die niedrigste Gesamtpunktzahl aller Zeiten. Noch zwei weniger wie Hawick/GB 1967 und einer weniger 1977 von Gubbio/I. |

## 3. RundeIssy-les-Moulineaux, Frankreich
| Platz | Land | Stadt               | Punkte | Bemerkung |
| ----- | ---- | ------------------- | ------ | --- |
| 1     | YU   | Čačak               | 45     | Die dritte internationale Runde fand am 29. Juni 1982 in Issy-les-Moulineaux, zum Thema "Verkehr im Wandel der Zeit" statt. Der Spielort war die Île Saint-Germain. Trotz Fehlstart mit 0 Punkten konnte die jugoslawische Mannschaft aus Čačak vor den Franzosen gewinnen. Bis zum 5. Spiel lag die Schweizer Mannschaft gut im Rennen. Aber zwei folgende letzte Plätze verhinderten ein noch besseres Ergebnis. |
| 2     | F    | Issy-les-Moulineaux | 39     | Die dritte internationale Runde fand am 29. Juni 1982 in Issy-les-Moulineaux, zum Thema "Verkehr im Wandel der Zeit" statt. Der Spielort war die Île Saint-Germain. Trotz Fehlstart mit 0 Punkten konnte die jugoslawische Mannschaft aus Čačak vor den Franzosen gewinnen. Bis zum 5. Spiel lag die Schweizer Mannschaft gut im Rennen. Aber zwei folgende letzte Plätze verhinderten ein noch besseres Ergebnis. |
| 3     | CH   | Romanshorn          | 33     | Die dritte internationale Runde fand am 29. Juni 1982 in Issy-les-Moulineaux, zum Thema "Verkehr im Wandel der Zeit" statt. Der Spielort war die Île Saint-Germain. Trotz Fehlstart mit 0 Punkten konnte die jugoslawische Mannschaft aus Čačak vor den Franzosen gewinnen. Bis zum 5. Spiel lag die Schweizer Mannschaft gut im Rennen. Aber zwei folgende letzte Plätze verhinderten ein noch besseres Ergebnis. |
| 4     | B    | Spa                 | 31     | Die dritte internationale Runde fand am 29. Juni 1982 in Issy-les-Moulineaux, zum Thema "Verkehr im Wandel der Zeit" statt. Der Spielort war die Île Saint-Germain. Trotz Fehlstart mit 0 Punkten konnte die jugoslawische Mannschaft aus Čačak vor den Franzosen gewinnen. Bis zum 5. Spiel lag die Schweizer Mannschaft gut im Rennen. Aber zwei folgende letzte Plätze verhinderten ein noch besseres Ergebnis. |
| 5     | P    | Algarve             | 28     | Die dritte internationale Runde fand am 29. Juni 1982 in Issy-les-Moulineaux, zum Thema "Verkehr im Wandel der Zeit" statt. Der Spielort war die Île Saint-Germain. Trotz Fehlstart mit 0 Punkten konnte die jugoslawische Mannschaft aus Čačak vor den Franzosen gewinnen. Bis zum 5. Spiel lag die Schweizer Mannschaft gut im Rennen. Aber zwei folgende letzte Plätze verhinderten ein noch besseres Ergebnis. |
| 6     | GB   | Christchurch        | 26     | Die dritte internationale Runde fand am 29. Juni 1982 in Issy-les-Moulineaux, zum Thema "Verkehr im Wandel der Zeit" statt. Der Spielort war die Île Saint-Germain. Trotz Fehlstart mit 0 Punkten konnte die jugoslawische Mannschaft aus Čačak vor den Franzosen gewinnen. Bis zum 5. Spiel lag die Schweizer Mannschaft gut im Rennen. Aber zwei folgende letzte Plätze verhinderten ein noch besseres Ergebnis. |
| 7     | I    | Lanuvio             | 25     | Die dritte internationale Runde fand am 29. Juni 1982 in Issy-les-Moulineaux, zum Thema "Verkehr im Wandel der Zeit" statt. Der Spielort war die Île Saint-Germain. Trotz Fehlstart mit 0 Punkten konnte die jugoslawische Mannschaft aus Čačak vor den Franzosen gewinnen. Bis zum 5. Spiel lag die Schweizer Mannschaft gut im Rennen. Aber zwei folgende letzte Plätze verhinderten ein noch besseres Ergebnis. |

## 4. RundeTesserete, Schweiz
| Platz | Land | Stadt            | Punkte | Bemerkung |
| ----- | ---- | ---------------- | ------ | --- |
| 1     | CH   | Tesserete        | 45     | Am 13. Juli 1982 fand die vierte Spielrunde im Tessiner Tesserete, zum Thema Lokale Bräuche, Folklore und Feste, statt. In einem spannenden letzten Spiel konnte die Schweizer Heimmannschaft ihren knappen Vorsprung gegenüber den Belgier retten und sich den Sieg und den Finaleinzug holen. Mit vier letzten Plätzen war für die Franzosen aus Vendôme der Abend weniger erfolgreich. Leider war dieser Durchgang von Wetterpech geprägt. Es regnete in Strömen. |
| 2     | B    | Turnhout         | 42     | Am 13. Juli 1982 fand die vierte Spielrunde im Tessiner Tesserete, zum Thema Lokale Bräuche, Folklore und Feste, statt. In einem spannenden letzten Spiel konnte die Schweizer Heimmannschaft ihren knappen Vorsprung gegenüber den Belgier retten und sich den Sieg und den Finaleinzug holen. Mit vier letzten Plätzen war für die Franzosen aus Vendôme der Abend weniger erfolgreich. Leider war dieser Durchgang von Wetterpech geprägt. Es regnete in Strömen. |
| 3     | I    | Garda            | 35     | Am 13. Juli 1982 fand die vierte Spielrunde im Tessiner Tesserete, zum Thema Lokale Bräuche, Folklore und Feste, statt. In einem spannenden letzten Spiel konnte die Schweizer Heimmannschaft ihren knappen Vorsprung gegenüber den Belgier retten und sich den Sieg und den Finaleinzug holen. Mit vier letzten Plätzen war für die Franzosen aus Vendôme der Abend weniger erfolgreich. Leider war dieser Durchgang von Wetterpech geprägt. Es regnete in Strömen. |
| 4     | P    | Caldas da Rainha | 32     | Am 13. Juli 1982 fand die vierte Spielrunde im Tessiner Tesserete, zum Thema Lokale Bräuche, Folklore und Feste, statt. In einem spannenden letzten Spiel konnte die Schweizer Heimmannschaft ihren knappen Vorsprung gegenüber den Belgier retten und sich den Sieg und den Finaleinzug holen. Mit vier letzten Plätzen war für die Franzosen aus Vendôme der Abend weniger erfolgreich. Leider war dieser Durchgang von Wetterpech geprägt. Es regnete in Strömen. |
| 5     | GB   | Lochgilphead     | 25     | Am 13. Juli 1982 fand die vierte Spielrunde im Tessiner Tesserete, zum Thema Lokale Bräuche, Folklore und Feste, statt. In einem spannenden letzten Spiel konnte die Schweizer Heimmannschaft ihren knappen Vorsprung gegenüber den Belgier retten und sich den Sieg und den Finaleinzug holen. Mit vier letzten Plätzen war für die Franzosen aus Vendôme der Abend weniger erfolgreich. Leider war dieser Durchgang von Wetterpech geprägt. Es regnete in Strömen. |
| 6     | YU   | Umag             | 23     | Am 13. Juli 1982 fand die vierte Spielrunde im Tessiner Tesserete, zum Thema Lokale Bräuche, Folklore und Feste, statt. In einem spannenden letzten Spiel konnte die Schweizer Heimmannschaft ihren knappen Vorsprung gegenüber den Belgier retten und sich den Sieg und den Finaleinzug holen. Mit vier letzten Plätzen war für die Franzosen aus Vendôme der Abend weniger erfolgreich. Leider war dieser Durchgang von Wetterpech geprägt. Es regnete in Strömen. |
| 7     | F    | Vendôme          | 19     | Am 13. Juli 1982 fand die vierte Spielrunde im Tessiner Tesserete, zum Thema Lokale Bräuche, Folklore und Feste, statt. In einem spannenden letzten Spiel konnte die Schweizer Heimmannschaft ihren knappen Vorsprung gegenüber den Belgier retten und sich den Sieg und den Finaleinzug holen. Mit vier letzten Plätzen war für die Franzosen aus Vendôme der Abend weniger erfolgreich. Leider war dieser Durchgang von Wetterpech geprägt. Es regnete in Strömen. |

## 5. RundeFunchal, Portugal
| Platz | Land | Stadt          | Punkte | Bemerkung |
| ----- | ---- | -------------- | ------ | --- |
| 1     | B    | Rochefort      | 40     | Am 27. Juli 1982 war Funchal auf der Insel Madeira der Gastgeber. Das Thema zu dieser Runde war Madeiras Leben. In diesem sehr spannenden Wettkampf gab es zwei Sieger und zwei Mannschaften auf dem Dritten Platz. Die britische Mannschaft hatte die ersten fünf Spiele alle auf dem letzten Platz abgeschlossen und war drauf und dran den Minus Rekord von Vallée de Joux aus der Schweiz zu brechen. Mit einem Dritten Platz und 5 Punkte konnten sie das aber abwenden. Auch die Franzosen waren da nur ein wenig besser. Sie konnten zwar ihr Jokerspiel gewinnen und 12 Punkte holen, danach wurden sie sechsmal Zweitletzter und einmal Letzter. |
|       | P    | Madeira        | 40     | Am 27. Juli 1982 war Funchal auf der Insel Madeira der Gastgeber. Das Thema zu dieser Runde war Madeiras Leben. In diesem sehr spannenden Wettkampf gab es zwei Sieger und zwei Mannschaften auf dem Dritten Platz. Die britische Mannschaft hatte die ersten fünf Spiele alle auf dem letzten Platz abgeschlossen und war drauf und dran den Minus Rekord von Vallée de Joux aus der Schweiz zu brechen. Mit einem Dritten Platz und 5 Punkte konnten sie das aber abwenden. Auch die Franzosen waren da nur ein wenig besser. Sie konnten zwar ihr Jokerspiel gewinnen und 12 Punkte holen, danach wurden sie sechsmal Zweitletzter und einmal Letzter. |
| 3     | CH   | Bad Schinznach | 37     | Am 27. Juli 1982 war Funchal auf der Insel Madeira der Gastgeber. Das Thema zu dieser Runde war Madeiras Leben. In diesem sehr spannenden Wettkampf gab es zwei Sieger und zwei Mannschaften auf dem Dritten Platz. Die britische Mannschaft hatte die ersten fünf Spiele alle auf dem letzten Platz abgeschlossen und war drauf und dran den Minus Rekord von Vallée de Joux aus der Schweiz zu brechen. Mit einem Dritten Platz und 5 Punkte konnten sie das aber abwenden. Auch die Franzosen waren da nur ein wenig besser. Sie konnten zwar ihr Jokerspiel gewinnen und 12 Punkte holen, danach wurden sie sechsmal Zweitletzter und einmal Letzter. |
|       | YU   | Novi Sad       | 37     | Am 27. Juli 1982 war Funchal auf der Insel Madeira der Gastgeber. Das Thema zu dieser Runde war Madeiras Leben. In diesem sehr spannenden Wettkampf gab es zwei Sieger und zwei Mannschaften auf dem Dritten Platz. Die britische Mannschaft hatte die ersten fünf Spiele alle auf dem letzten Platz abgeschlossen und war drauf und dran den Minus Rekord von Vallée de Joux aus der Schweiz zu brechen. Mit einem Dritten Platz und 5 Punkte konnten sie das aber abwenden. Auch die Franzosen waren da nur ein wenig besser. Sie konnten zwar ihr Jokerspiel gewinnen und 12 Punkte holen, danach wurden sie sechsmal Zweitletzter und einmal Letzter. |
| 5     | I    | Recoaro Terme  | 28     | Am 27. Juli 1982 war Funchal auf der Insel Madeira der Gastgeber. Das Thema zu dieser Runde war Madeiras Leben. In diesem sehr spannenden Wettkampf gab es zwei Sieger und zwei Mannschaften auf dem Dritten Platz. Die britische Mannschaft hatte die ersten fünf Spiele alle auf dem letzten Platz abgeschlossen und war drauf und dran den Minus Rekord von Vallée de Joux aus der Schweiz zu brechen. Mit einem Dritten Platz und 5 Punkte konnten sie das aber abwenden. Auch die Franzosen waren da nur ein wenig besser. Sie konnten zwar ihr Jokerspiel gewinnen und 12 Punkte holen, danach wurden sie sechsmal Zweitletzter und einmal Letzter. |
| 6     | F    | Lodève         | 25     | Am 27. Juli 1982 war Funchal auf der Insel Madeira der Gastgeber. Das Thema zu dieser Runde war Madeiras Leben. In diesem sehr spannenden Wettkampf gab es zwei Sieger und zwei Mannschaften auf dem Dritten Platz. Die britische Mannschaft hatte die ersten fünf Spiele alle auf dem letzten Platz abgeschlossen und war drauf und dran den Minus Rekord von Vallée de Joux aus der Schweiz zu brechen. Mit einem Dritten Platz und 5 Punkte konnten sie das aber abwenden. Auch die Franzosen waren da nur ein wenig besser. Sie konnten zwar ihr Jokerspiel gewinnen und 12 Punkte holen, danach wurden sie sechsmal Zweitletzter und einmal Letzter. |
| 7     | GB   | Rotherham      | 16     | Am 27. Juli 1982 war Funchal auf der Insel Madeira der Gastgeber. Das Thema zu dieser Runde war Madeiras Leben. In diesem sehr spannenden Wettkampf gab es zwei Sieger und zwei Mannschaften auf dem Dritten Platz. Die britische Mannschaft hatte die ersten fünf Spiele alle auf dem letzten Platz abgeschlossen und war drauf und dran den Minus Rekord von Vallée de Joux aus der Schweiz zu brechen. Mit einem Dritten Platz und 5 Punkte konnten sie das aber abwenden. Auch die Franzosen waren da nur ein wenig besser. Sie konnten zwar ihr Jokerspiel gewinnen und 12 Punkte holen, danach wurden sie sechsmal Zweitletzter und einmal Letzter. |

## 6. RundeSherborne, Großbritannien
| Platz | Land | Stadt            | Punkte | Bemerkung |
| ----- | ---- | ---------------- | ------ | --- |
| 1     | CH   | Versoix          | 46     | Am 10. August 1982 war der Sherborne Castle Park in Sherborne der Austragungsort von Spiel ohne Grenzen. Das Thema dieser Runde war die "Heimkehr der Matrosen". Die starken Schweizer gaben ihren Vorsprung auch im letzten Spiel nicht her und gewannen diese Runde und konnten sich für das große Finale qualifizieren. Die Belgier waren nie besser wie drittletzter und schrammten haarscharf an dem Minus Rekord von 13 Punkten vorbei. Trotzdem gehen sie als zweitschlechteste Team in die Geschichte ein, zusammen mit Gubbio aus Italien. |
| 2     | YU   | Ulcinj           | 39     | Am 10. August 1982 war der Sherborne Castle Park in Sherborne der Austragungsort von Spiel ohne Grenzen. Das Thema dieser Runde war die "Heimkehr der Matrosen". Die starken Schweizer gaben ihren Vorsprung auch im letzten Spiel nicht her und gewannen diese Runde und konnten sich für das große Finale qualifizieren. Die Belgier waren nie besser wie drittletzter und schrammten haarscharf an dem Minus Rekord von 13 Punkten vorbei. Trotzdem gehen sie als zweitschlechteste Team in die Geschichte ein, zusammen mit Gubbio aus Italien. |
| 3     | GB   | West Dorset      | 38     | Am 10. August 1982 war der Sherborne Castle Park in Sherborne der Austragungsort von Spiel ohne Grenzen. Das Thema dieser Runde war die "Heimkehr der Matrosen". Die starken Schweizer gaben ihren Vorsprung auch im letzten Spiel nicht her und gewannen diese Runde und konnten sich für das große Finale qualifizieren. Die Belgier waren nie besser wie drittletzter und schrammten haarscharf an dem Minus Rekord von 13 Punkten vorbei. Trotzdem gehen sie als zweitschlechteste Team in die Geschichte ein, zusammen mit Gubbio aus Italien. |
|       | P    | Vila Real-Mateus | 38     | Am 10. August 1982 war der Sherborne Castle Park in Sherborne der Austragungsort von Spiel ohne Grenzen. Das Thema dieser Runde war die "Heimkehr der Matrosen". Die starken Schweizer gaben ihren Vorsprung auch im letzten Spiel nicht her und gewannen diese Runde und konnten sich für das große Finale qualifizieren. Die Belgier waren nie besser wie drittletzter und schrammten haarscharf an dem Minus Rekord von 13 Punkten vorbei. Trotzdem gehen sie als zweitschlechteste Team in die Geschichte ein, zusammen mit Gubbio aus Italien. |
| 5     | F    | Dieppe           | 34     | Am 10. August 1982 war der Sherborne Castle Park in Sherborne der Austragungsort von Spiel ohne Grenzen. Das Thema dieser Runde war die "Heimkehr der Matrosen". Die starken Schweizer gaben ihren Vorsprung auch im letzten Spiel nicht her und gewannen diese Runde und konnten sich für das große Finale qualifizieren. Die Belgier waren nie besser wie drittletzter und schrammten haarscharf an dem Minus Rekord von 13 Punkten vorbei. Trotzdem gehen sie als zweitschlechteste Team in die Geschichte ein, zusammen mit Gubbio aus Italien. |
| 6     | I    | Lizzano          | 30     | Am 10. August 1982 war der Sherborne Castle Park in Sherborne der Austragungsort von Spiel ohne Grenzen. Das Thema dieser Runde war die "Heimkehr der Matrosen". Die starken Schweizer gaben ihren Vorsprung auch im letzten Spiel nicht her und gewannen diese Runde und konnten sich für das große Finale qualifizieren. Die Belgier waren nie besser wie drittletzter und schrammten haarscharf an dem Minus Rekord von 13 Punkten vorbei. Trotzdem gehen sie als zweitschlechteste Team in die Geschichte ein, zusammen mit Gubbio aus Italien. |
| 7     | B    | Frameries        | 14     | Am 10. August 1982 war der Sherborne Castle Park in Sherborne der Austragungsort von Spiel ohne Grenzen. Das Thema dieser Runde war die "Heimkehr der Matrosen". Die starken Schweizer gaben ihren Vorsprung auch im letzten Spiel nicht her und gewannen diese Runde und konnten sich für das große Finale qualifizieren. Die Belgier waren nie besser wie drittletzter und schrammten haarscharf an dem Minus Rekord von 13 Punkten vorbei. Trotzdem gehen sie als zweitschlechteste Team in die Geschichte ein, zusammen mit Gubbio aus Italien. |

## 7. RundeGent, Belgien
| Platz | Land | Stadt      | Punkte | Bemerkung |
| ----- | ---- | ---------- | ------ | --- |
| 1     | F    | Le Cannet  | 39     | Die letzte internationale Vorrunde fand am 24. August 1982 im belgischen Gent zum Thema "Gent im Jahre 1544" statt. Die Franzosen konnten diese sehr knappe Runde für sich entscheiden. Nur zwei Punkte dahinter lagen punktgleich die Briten und Schweizer. Die Briten erzielten mit dem 2. Platz einen einzigartigen Rekord. Auf allen 7 möglichen Plätzen stand ein britisches Team. 1. Charnwood 2. Gloucester 3.West Dorset 4.Keswick 5. Lochgilphead 6. Christchurch und 7. Rotherham |
| 2     | CH   | Plaffeien  | 37     | Die letzte internationale Vorrunde fand am 24. August 1982 im belgischen Gent zum Thema "Gent im Jahre 1544" statt. Die Franzosen konnten diese sehr knappe Runde für sich entscheiden. Nur zwei Punkte dahinter lagen punktgleich die Briten und Schweizer. Die Briten erzielten mit dem 2. Platz einen einzigartigen Rekord. Auf allen 7 möglichen Plätzen stand ein britisches Team. 1. Charnwood 2. Gloucester 3.West Dorset 4.Keswick 5. Lochgilphead 6. Christchurch und 7. Rotherham |
|       | GB   | Gloucester | 37     | Die letzte internationale Vorrunde fand am 24. August 1982 im belgischen Gent zum Thema "Gent im Jahre 1544" statt. Die Franzosen konnten diese sehr knappe Runde für sich entscheiden. Nur zwei Punkte dahinter lagen punktgleich die Briten und Schweizer. Die Briten erzielten mit dem 2. Platz einen einzigartigen Rekord. Auf allen 7 möglichen Plätzen stand ein britisches Team. 1. Charnwood 2. Gloucester 3.West Dorset 4.Keswick 5. Lochgilphead 6. Christchurch und 7. Rotherham |
| 4     | B    | Gent       | 34     | Die letzte internationale Vorrunde fand am 24. August 1982 im belgischen Gent zum Thema "Gent im Jahre 1544" statt. Die Franzosen konnten diese sehr knappe Runde für sich entscheiden. Nur zwei Punkte dahinter lagen punktgleich die Briten und Schweizer. Die Briten erzielten mit dem 2. Platz einen einzigartigen Rekord. Auf allen 7 möglichen Plätzen stand ein britisches Team. 1. Charnwood 2. Gloucester 3.West Dorset 4.Keswick 5. Lochgilphead 6. Christchurch und 7. Rotherham |
| 5     | YU   | Jajce      | 30     | Die letzte internationale Vorrunde fand am 24. August 1982 im belgischen Gent zum Thema "Gent im Jahre 1544" statt. Die Franzosen konnten diese sehr knappe Runde für sich entscheiden. Nur zwei Punkte dahinter lagen punktgleich die Briten und Schweizer. Die Briten erzielten mit dem 2. Platz einen einzigartigen Rekord. Auf allen 7 möglichen Plätzen stand ein britisches Team. 1. Charnwood 2. Gloucester 3.West Dorset 4.Keswick 5. Lochgilphead 6. Christchurch und 7. Rotherham |
| 6     | P    | Viseu      | 28     | Die letzte internationale Vorrunde fand am 24. August 1982 im belgischen Gent zum Thema "Gent im Jahre 1544" statt. Die Franzosen konnten diese sehr knappe Runde für sich entscheiden. Nur zwei Punkte dahinter lagen punktgleich die Briten und Schweizer. Die Briten erzielten mit dem 2. Platz einen einzigartigen Rekord. Auf allen 7 möglichen Plätzen stand ein britisches Team. 1. Charnwood 2. Gloucester 3.West Dorset 4.Keswick 5. Lochgilphead 6. Christchurch und 7. Rotherham |
| 7     | I    | Maratea    | 17     | Die letzte internationale Vorrunde fand am 24. August 1982 im belgischen Gent zum Thema "Gent im Jahre 1544" statt. Die Franzosen konnten diese sehr knappe Runde für sich entscheiden. Nur zwei Punkte dahinter lagen punktgleich die Briten und Schweizer. Die Briten erzielten mit dem 2. Platz einen einzigartigen Rekord. Auf allen 7 möglichen Plätzen stand ein britisches Team. 1. Charnwood 2. Gloucester 3.West Dorset 4.Keswick 5. Lochgilphead 6. Christchurch und 7. Rotherham |

## Finale
Am 7. September 1982 fand das internationale Finale auf der Piazza del Mercatale von Urbino statt. Folgenden Mannschaften hatten sich für das Finale qualifiziert:
| Land | Stadt        | Platzierung | Punkte |
| ---- | ------------ | ----------- | ------ |
| F    | Foix         | 1           | 47     |
| CH   | Versoix      | 1           | 46     |
| YU   | Čačak        | 1           | 45     |
| GB   | Charnwood    | 1           | 44     |
| CH   | Madeira      | 1           | 40     |
| B    | Rochefort    | 1           | 40     |
| I    | La Maddalena | 2           | 38     |

| Platz | Land | Stadt        | Punkte | Bemerkung |
| ----- | ---- | ------------ | ------ | --- |
| 1     | B    | Rochefort    | 45     | Im letzten Finale der ersten Staffel lieferten sich die Belgier und die Schweizer ein Kopf-an-Kopf-Rennen. Obwohl die Schweizer bis zur 7. Runde noch führten konnten die Belgier das Spiel noch klar für sich entscheiden. |
| 2     | CH   | Versoix      | 38     | Im letzten Finale der ersten Staffel lieferten sich die Belgier und die Schweizer ein Kopf-an-Kopf-Rennen. Obwohl die Schweizer bis zur 7. Runde noch führten konnten die Belgier das Spiel noch klar für sich entscheiden. |
| 3     | P    | Madeira      | 35     | Im letzten Finale der ersten Staffel lieferten sich die Belgier und die Schweizer ein Kopf-an-Kopf-Rennen. Obwohl die Schweizer bis zur 7. Runde noch führten konnten die Belgier das Spiel noch klar für sich entscheiden. |
| 4     | I    | La Maddalena | 33     | Im letzten Finale der ersten Staffel lieferten sich die Belgier und die Schweizer ein Kopf-an-Kopf-Rennen. Obwohl die Schweizer bis zur 7. Runde noch führten konnten die Belgier das Spiel noch klar für sich entscheiden. |
| 5     | GB   | Charnwood    | 30     | Im letzten Finale der ersten Staffel lieferten sich die Belgier und die Schweizer ein Kopf-an-Kopf-Rennen. Obwohl die Schweizer bis zur 7. Runde noch führten konnten die Belgier das Spiel noch klar für sich entscheiden. |
| 6     | YU   | Čačak        | 28     | Im letzten Finale der ersten Staffel lieferten sich die Belgier und die Schweizer ein Kopf-an-Kopf-Rennen. Obwohl die Schweizer bis zur 7. Runde noch führten konnten die Belgier das Spiel noch klar für sich entscheiden. |
| 7     | F    | Foix         | 24     | Im letzten Finale der ersten Staffel lieferten sich die Belgier und die Schweizer ein Kopf-an-Kopf-Rennen. Obwohl die Schweizer bis zur 7. Runde noch führten konnten die Belgier das Spiel noch klar für sich entscheiden. |

Die Schweiz war wieder über das ganze Jahr das beste Land mit sieben Podestplätzen. Dafür haben sie auch mit Vallée de Joux und ihren 13 Punkten das schlechteste Team aller Zeiten. Italien konnte keine Runde gewinnen.
| # | Land                   | Gold | Silber | Bronze | Gesamtpunktzahl |
| - | ---------------------- | ---- | ------ | ------ | --------------- |
| 1 | Schweiz                | 2    | 2      | 3      | 282             |
| 2 | Jugoslawien            | 1    | 1      | 3      | 273             |
| 3 | Belgien                | 2    | 2      | 0      | 269             |
| 4 | Portugal               | 1    | 0      | 2      | 259             |
| 5 | Frankreich             | 2    | 1      | 0      | 252             |
| 6 | Vereinigtes Königreich | 1    | 1      | 1      | 246             |
| 7 | Italien                | 0    | 1      | 1      | 226             |